# Геер (комуна)
Комуна Геер (швед. Höörs kommun) — адміністративно-територіальна одиниця місцевого самоврядування, що розташована в лені Сконе у південній Швеції.
Геер 234-а за величиною території комуна Швеції. Адміністративний центр комуни — місто Геер.

## Населення
Населення становить 15 504 чоловік (станом на вересень 2012 року). 
| Кількість населення комуни Геер за 1970-2010 роки | Кількість населення комуни Геер за 1970-2010 роки | Кількість населення комуни Геер за 1970-2010 роки | Кількість населення комуни Геер за 1970-2010 роки | Кількість населення комуни Геер за 1970-2010 роки |
| ------------------------------------------------- | ------------------------------------------------- | ------------------------------------------------- | ------------------------------------------------- | ------------------------------------------------- |
| Рік                                               |                                                   |                                                   | Населення                                         |                                                   |
| 1970                                              | 1970                                              |                                                   | 8 871                                             | 8 871                                             |
| 1975                                              | 1975                                              |                                                   | 10 005                                            | 10 005                                            |
| 1980                                              | 1980                                              |                                                   | 10 902                                            | 10 902                                            |
| 1985                                              | 1985                                              |                                                   | 11 499                                            | 11 499                                            |
| 1990                                              | 1990                                              |                                                   | 12 893                                            | 12 893                                            |
| 1995                                              | 1995                                              |                                                   | 13 673                                            | 13 673                                            |
| 2000                                              | 2000                                              |                                                   | 13 976                                            | 13 976                                            |
| 2005                                              | 2005                                              |                                                   | 14 604                                            | 14 604                                            |
| 2010                                              | 2010                                              |                                                   | 15 460                                            | 15 460                                            |
| Джерело: SCB                                      |                                                   |                                                   |                                                   |                                                   |

## Населені пункти
Комуні підпорядковано 6 міських поселень (tätort) та низка сільських, більші з яких:
- Геер (Höör)
- Сетофта (Sätofta)
- Чернарп (Tjörnarp)
- Урманес і Стансторп (Ormanäs och Stanstorp)
- Юнґсторп і Єґерсбу (Ljungstorp och Jägersbo)
- Норра-Рерум (Norra Rörum)
- Снуґеред (Snogeröd)

## Галерея

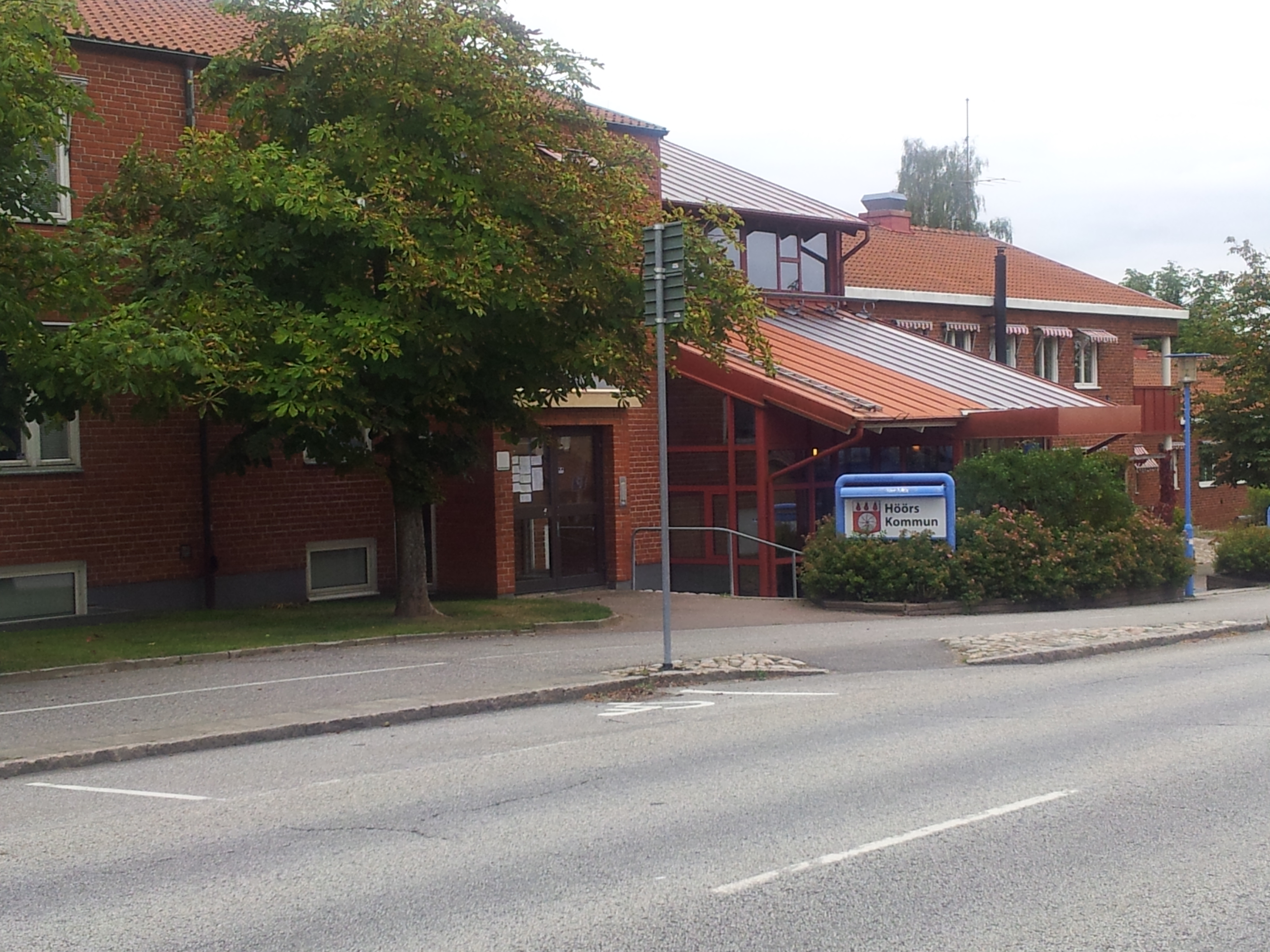
Управа комуни (Геер)
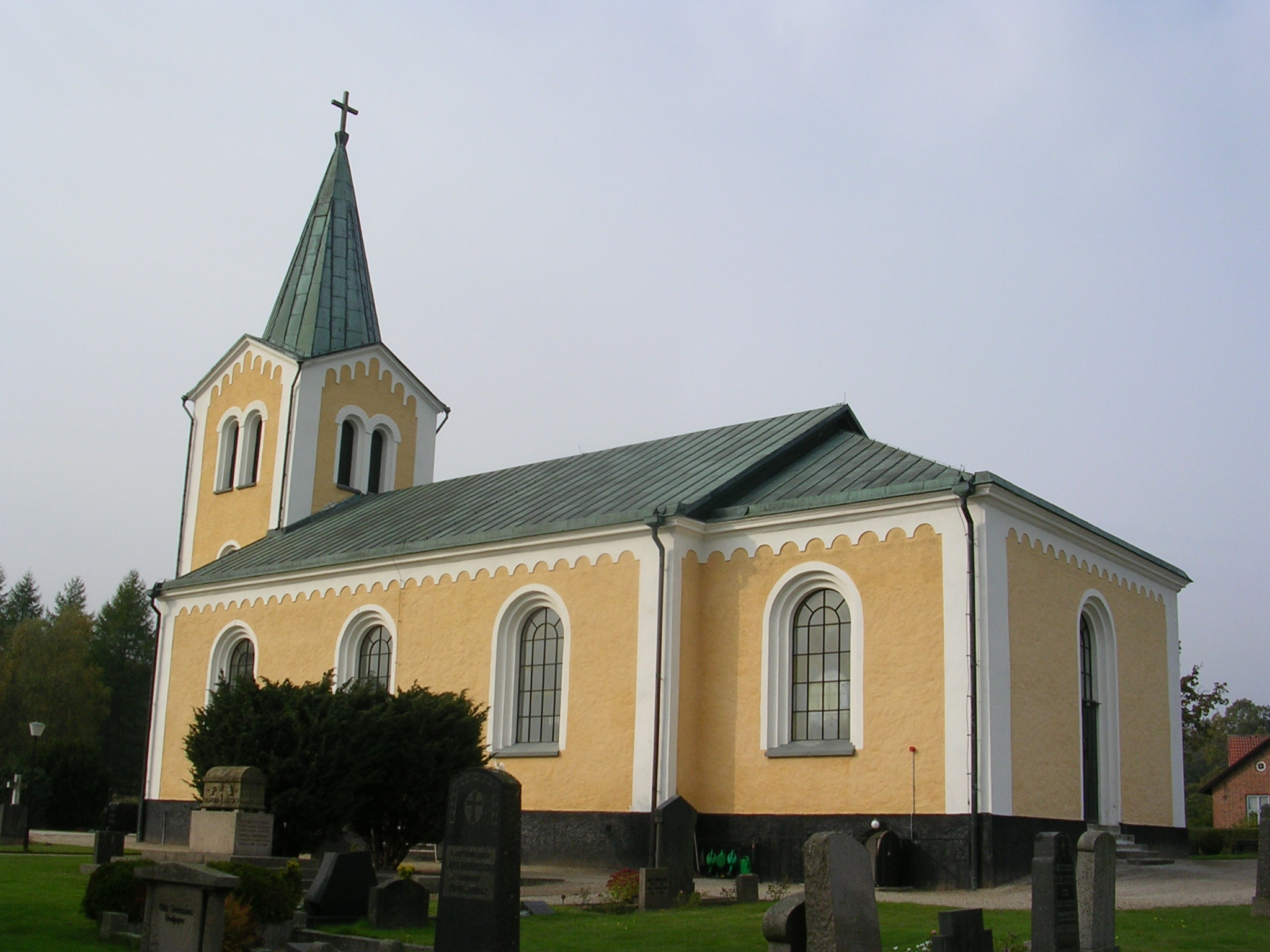
Церква (Чернарп)
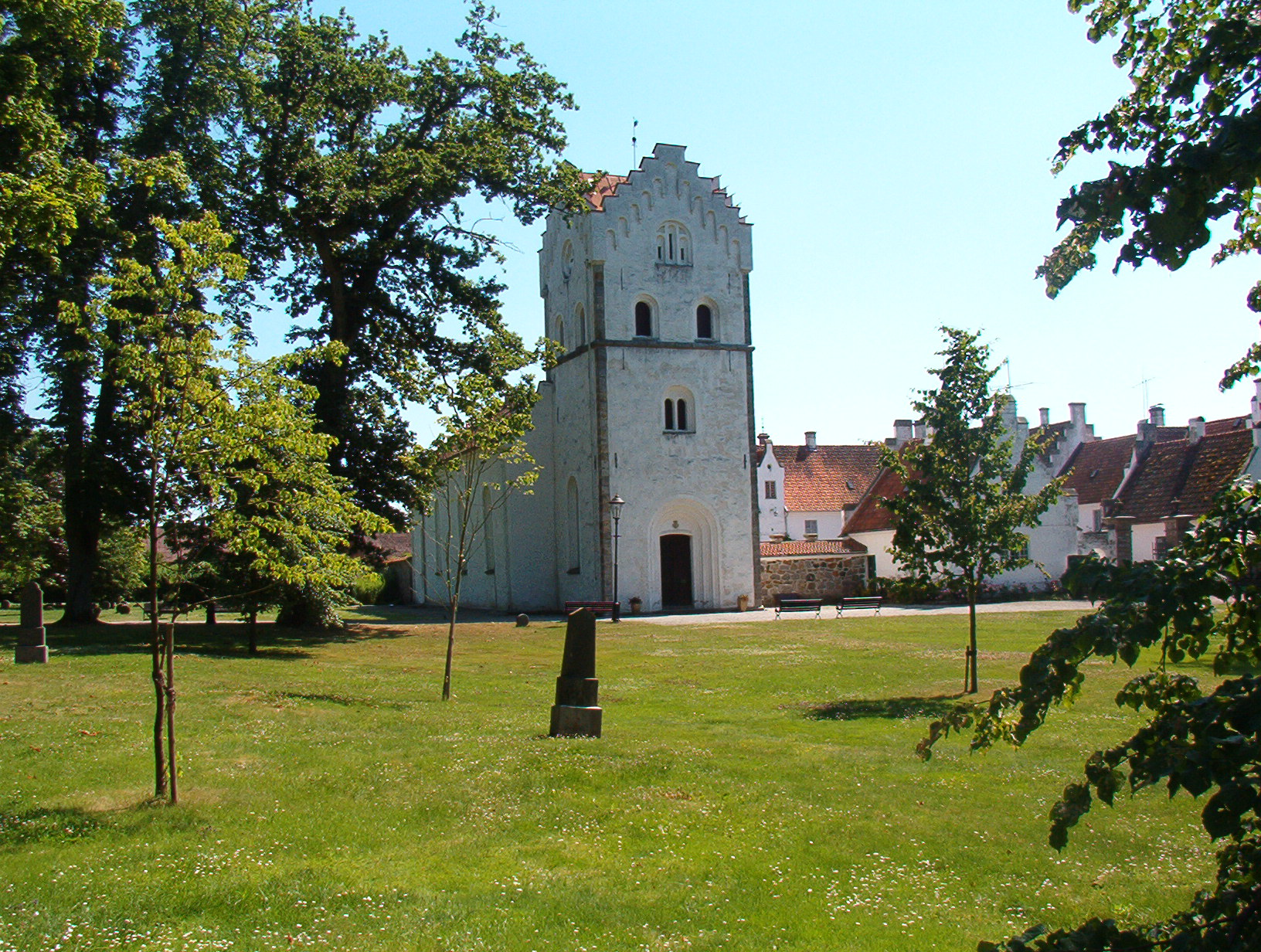
Замок Бушеклостер
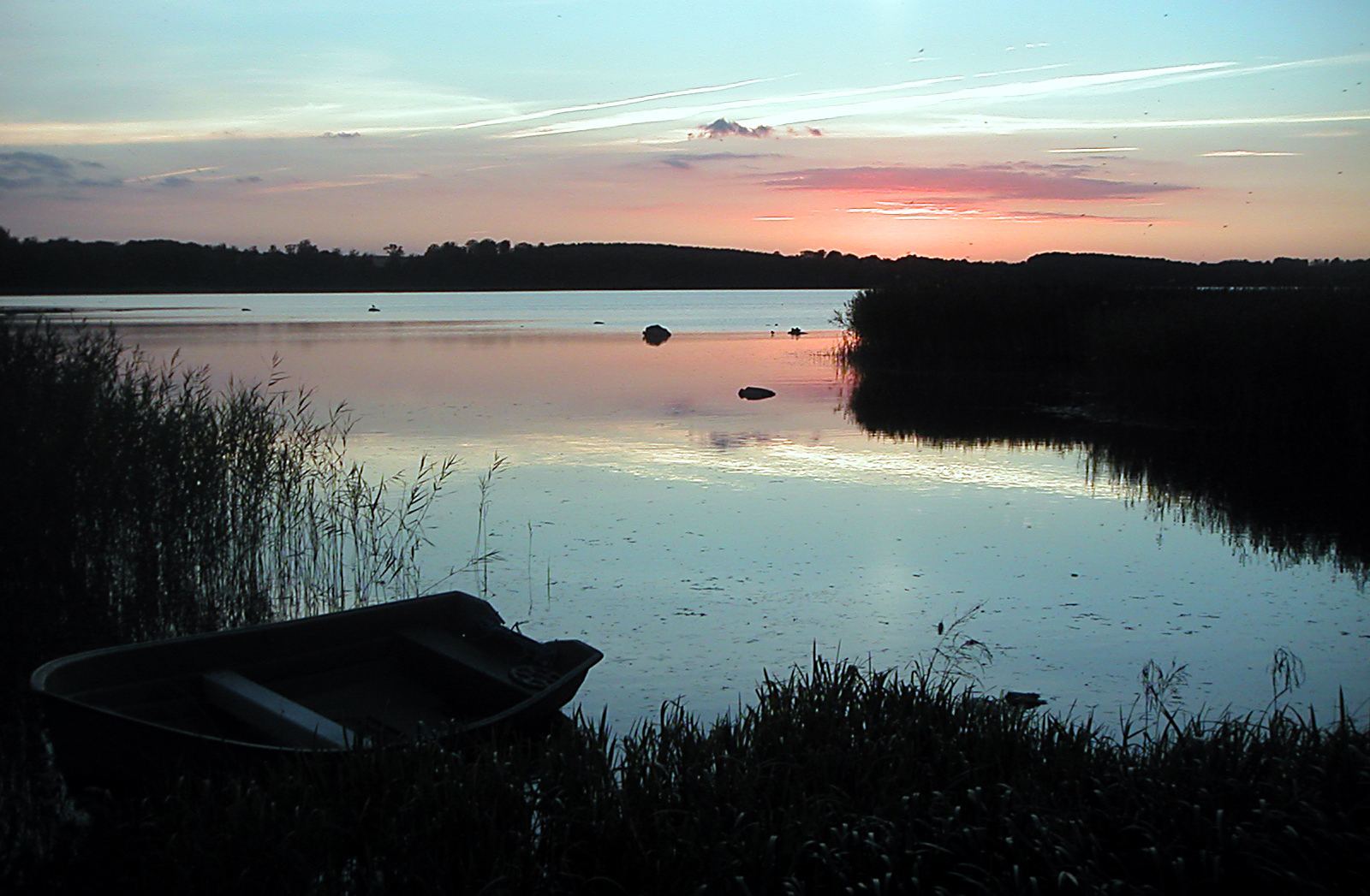
Озеро Рінґшен

## Виноски
1. ↑  Folkmangd i riket, lan och kommuner (шв.) . Центральне бюро статистики Швеції. Архів оригіналу за 20 серпня 2013. Процитовано 17 лютого 2013.